# Eparchie volyňská (PCU)
Eparchie Volyň je eparchie pravoslavné církve Ukrajiny.

## Území a titul biskupa
Zahrnuje správní hranice území Volyňské oblasti.
Eparchiálnímu biskupovi náleží titul biskup lucký a volyňský.

## Historie
Roku 1990 byla zřízena rovensko-lucká eparchie Ukrajinské autokefální pravoslavné církve.
Eparchie se stala součástí Ukrajinské pravoslavné církve Kyjevského patriarchátu.
Dne 15. prosince 2018 přešla na Sjednocujím sněmu ukrajinských pravoslavných církví do jurisdikce nové Pravoslavné církve Ukrajiny.

## Seznam biskupů
- 1990–1992 Mykolaj (Hroch)
- 1992–1993 Spyrydon (Babskyj)
- 1993–1993 Serafym (Verzun)
- 1993–1994 Ioan (Bodnarčuk)
- 1995–2004 Jakiv (Pančuk)
- od 2004 Mychajil (Zinkevyč)